# Gaśnica wodna
Gaśnica wodna mgłowa – gaśnica, w której środkiem gaśniczym jest woda zdemineralizowana wyrzucana za pomocą sprężonego gazu (azotu lub dwutlenku węgla).
Właściwości gaśnicze wody polegają na przerwaniu procesu palenia przez obniżenie temperatury palącego się ciała poniżej temperatury zapalania oraz odcięciu dostępu powietrza. Właściwości ochładzające wody wynikają z jej dużej pojemności cieplnej, a także z bardzo wysokiego ciepła parowania, natomiast działanie rozcieńczające, które powoduje obniżenie stężenia tlenu w strefie spalania, polega na tym, że z jednego litra odparowanej wody powstaje ponad 1700 litrów pary. Duży efekt gaśniczy wywołuje również działanie mechaniczne wody wprowadzonej do ognia pod odpowiednio dużym ciśnieniem, co wykorzystywane jest w gaśnicach wodnych mgłowych. Woda porywa i gasi cząstki płonącego materiału oraz, przenikając do wnętrza tego materiału, utrudnia proces palenia. Duże znaczenie mają również zdolności zwilżające wody. Woda, rozpływając się po powierzchni płonącego materiału, przywiera do niego cienką warstwą, uniemożliwiając lub utrudniając dalsze rozszerzanie się pożaru.
Gaśnice wodne mgłowe są przeznaczone do gaszenia pożarów grupy A lub AF. Zwykle zawierają 6 l lub 3 l środka gaśniczego.
Gaśnicami wodnymi można gasić urządzenia znajdujące się pod napięciem zgodnie z zasadą zachowania bezpiecznej odległości (najczęściej 1 metra od gaszonego przedmiotu, przy napięciu nieprzekraczającym 1000 V).